# Staatskrise in Ägypten 1952

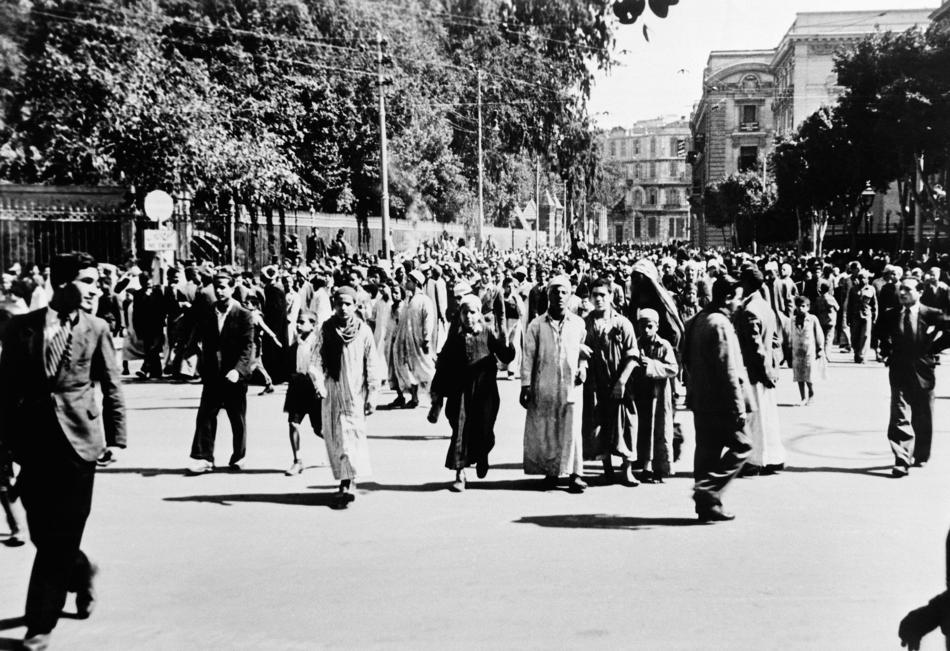
Großdemonstration vor dem alten Opernhaus in Kairo, 25. Januar 1952

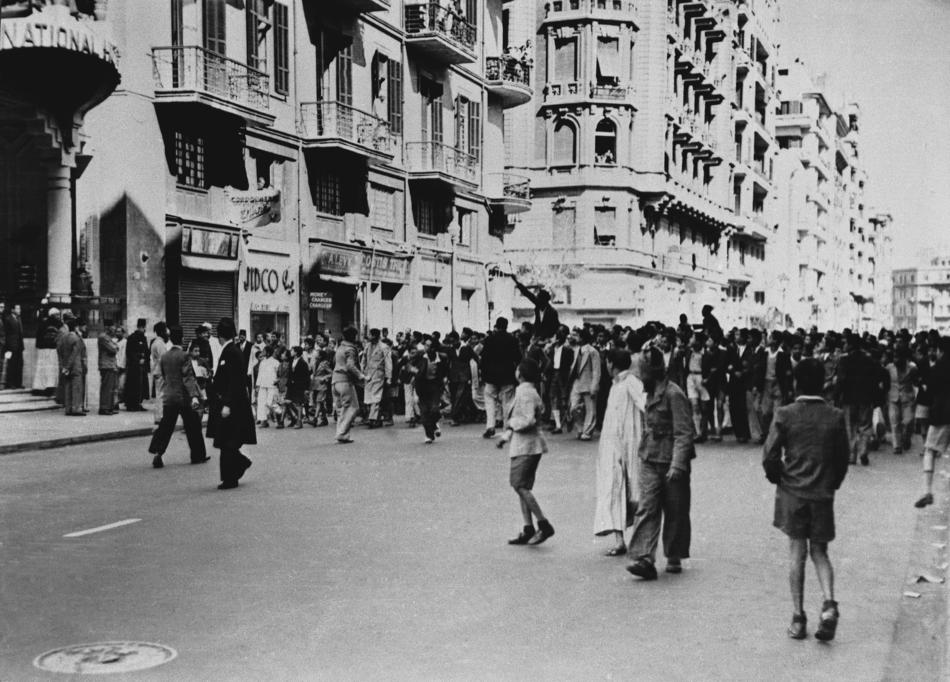
Demonstration vor dem Shepherd Hotel in Kairo, 25. Januar 1952

Die Staatskrise in Ägypten 1952 bezeichnet die bürgerkriegsähnlichen Zustände im Königreich Ägypten mit dem Sudan zwischen Januar und Juni 1952. Die Krise führte zu einer monatelangen Blockade des politischen Systems des Reiches und löste die „Revolution des 23. Juli“ aus, welche zum Sturz des ägyptisch-sudanesischen Königs Faruq und zur Machtübernahme der „Bewegung der Freien Offiziere“ führte.

## Auslöser
Nach dem überstürzten Abzug der Briten 1946 aus Ägypten, welche das Land während des Zweiten Weltkriegs besetzt hatten, kam es zu einer schweren Wirtschaftskrise, welche zur Verarmung von großen Bevölkerungsteilen führte und in der ägyptisch-sudanesischen Bevölkerung zum aufkeimen eines radikalen Antikolonialismus und Nationalismus führte. Dieser Ultranationalismus wurde durch die ägyptische Niederlage im Palästinakrieg gegen den neuentstandenen Staat Israel verstärkt. Als Folge verschärften sich die seit dem Zweiten Weltkrieg bestehenden starken gesellschaftlichen Spannungen in Ägypten. Im beginnenden Kalten Krieg versuchte die ägyptische Regierung daher einen neutralen und antikommunistischen Kurs einzuschlagen und die ehemalige Kolonialmacht Großbritannien zum friedlichen Rückzug aus dem Nahen Osten und Nordafrika zu bewegen. Am 8. Oktober 1951 kündigte Premierminister Mustafa an-Nahhas Pascha den Anglo-Ägyptischen Vertrag von 1936, welcher Großbritannien das Recht zugesichert hatte, Truppen in der Sueskanalzone zu stationieren. König Faruq nahm am 16. Oktober den Titel König von Ägypten und des Sudan, welches seit 1922 der inoffizielle Titel der ägyptischen Monarchen gewesen war, an. Die Kündigung des Vertrags und die Annahme des sudanesischen Königstitels lösten eine neue nationale Hochstimmung aus. Ab 1951 kam es am Sueskanal und im Sudan zu kriegsähnlichen Auseinandersetzungen zwischen britischen und ägyptischen Truppen und ägyptischen Freischärlern (sog. Anglo-Ägyptischer Krieg). 

## Verlauf
Den Beginn der Krise markierte die Tötung von 50 ägyptischen Hilfspolizisten in Ismailia durch britische Truppen am 24/25. Januar 1952. Die öffentliche Erregung über die Untätigkeit der ägyptischen Regierung und des Königs führten ab dem 25. Januar zu landesweiten Unruhen, welche in den Kairoer Bränden, bei welchen Teile des europäisch geprägten Stadtzentrums zerstört, zahlreiche Geschäfte geplündert und ausländische Einwohner angegriffen und getötet wurden, mündeten. Am 27. Januar reichte Mustafa an-Nahhas, welcher die Gewalt verurteilte, seinen Rücktritt ein. Obwohl ein Großteil der großen Wafd-Partei und der ägyptisch-sudanesischen Aristokratie diese ebenfalls verurteilten, gab es in deren Reihen auch zahlreiche einflussreiche Sympathisanten und Unterstützer einer möglichen Revolution gegen die britische Besetzung des Sueskanals. Dieser Umstand führte zu einer tiefen Spaltung der politischen Elite des Reiches. Als Folge besetzte König Faruq Minister- und Regierungsposten abwechselnd mit Vertretern aus beiden Lagern. In den folgenden Monaten regierte der Monarch daher mit drei kurzlebigen Regierungen (Ali Maher Pascha [27. Januar bis 1. März], Ahmad Naguib Hilali Pascha [2. März bis 29. Juni, erneut 22.–23. Juli] und Hussein Sirri Pascha [2.–20. Juli]) weitgehend am Parlament vorbei. Während dieser Regierungen kam es zu zahlreichen Demonstrationen und Gewalttaten mit Terroranschlägen der Muslimbruderschaft und politischen Morden. Der König verhängte das Kriegsrecht. Es wurden eine Pressezensur eingeführt und die Versammlungs- und Meinungsfreiheit beschränkt.
Am 16. Juli 1952 wurden die geplanten Parlamentswahlen von Faruq abgesagt, da er eine antimonarchistische Mehrheit im Parlament fürchtete. Dieser Schritt sorgte landesweit für Entrüstung und im demokratischen Lager für Empörung. Im Ausland wurde Faruq sogar vorgeworfen, dass er eine Königsdiktatur errichten wolle, was aber widerlegt ist.

## Folgen
Um die politische Blockade zu brechen und wieder Stabilität im Land zu schaffen, begann am frühen Morgen des 23. Juli 1952 das Militär schließlich mit der Durchführung eines unblutigen Militärputsches gegen Faruq. Anführer waren dabei die beiden Freien Offiziere Oberst Gamal Abdel Nasser und General Muhammad Nagib. Am 26. Juli dankte Faruq ab. Sein minderjähriger Sohn Fu'ād II. wurde für ein Jahr König. Am 18. Juli 1953 wurde die Republik ausgerufen und der Sudan 1953/54 von Ägypten abgetrennt.